# Антивирус Касперского
Антиви́рус Каспе́рского (англ. Kaspersky Antivirus, KAV) — антивирусное программное обеспечение, разрабатываемое «Лабораторией Касперского». Предоставляет пользователю защиту от вирусов, троянских программ, шпионских программ, руткитов, adware, а также от неизвестных угроз с помощью проактивной защиты, включающей компонент HIPS (только для версий, именуемых «Kaspersky Internet Security 2009+, где '+' — порядковый номер предыдущего регистра, ежегодно увеличиваемый на единицу в соответствии с номером года, следующим за годом выпуска очередной версии антивируса»). Первоначально, в начале 1990-х, именовался -V, затем — AntiViral Toolkit Pro. C 2023 года — Kaspersky Standard.
Кроме собственно антивируса также выпускается бесплатная лечащая утилита Kaspersky Virus Removal Tool.
Также есть бесплатная базовая версия антивируса Kaspersky Free (в ней отсутствует «Мониторинг активности» и «Мониторинг сети»).

## Функции

### Базовая защита
- Защита от вирусов, троянских программ и червей.
- Защита от шпионских и рекламных программ.
- Проверка файлов в автоматическом режиме и по требованию.
- Проверка почтовых сообщений (для любых почтовых клиентов).
- Проверка интернет-трафика (для любых интернет-браузеров).
  - Защита интернет-пейджеров (ICQ, MSN).
- Мониторинг активности (собирает данные о действиях программ на компьютере и предоставляет эту информацию другим компонентам для более эффективной защиты).
- Защита от программ-эксплойтов.
- Защита от программ блокировки экрана.
- Откат действий вредоносной программы (позволяет выполнить отмену всех совершенных программой действий, если программа будет признана вредоносной).
- Защита от троянов-шифровальщиков.
- Проверка Java- и Visual Basic-скриптов.
- Защита от скрытых битых ссылок.
- Постоянная проверка файлов в автономном режиме.
- Постоянная защита от фишинговых сайтов.

### Предотвращение угроз
- Поиск уязвимостей в ОС и установленном ПО.
- Анализ и устранение уязвимостей в браузере Internet Explorer.
- Блокирование ссылок на заражённые сайты.
- Распознавание вирусов по способу их упаковки.
- Глобальный мониторинг угроз (Kaspersky Security Network).

### Восстановление системы и данных
- Возможность установки программы на заражённый компьютер.
- Функция самозащиты программы от выключения или остановки.
- Восстановление корректных настроек системы после удаления вредоносного ПО.
- Наличие инструментов для создания диска аварийного восстановления.

### Защита конфиденциальных данных
- Блокирование ссылок на фишинговые сайты.
- Защита от всех видов кейлоггеров.

### Удобство использования
- Автоматическая настройка программы в процессе установки.
- Готовые решения (для типичных проблем).
- Наглядное отображение результатов работы программы.
- Информативные диалоговые окна для принятия пользователем обоснованных решений.
- Возможность выбора между простым (автоматическим) и интерактивным режимами работы.
- Круглосуточная техническая поддержка.
- Автоматическое обновление баз.

## Системные требования[3]
| Операционные системы | Системные требования |
| --- | --- |
| - Microsoft Windows XP Home Edition (Service Pack 2 и выше) - Microsoft Windows XP Professional (Service Pack 2 и выше) - Microsoft Windows XP Professional x64 Edition (Service Pack 2 и выше) (только старые версии) | - Процессор 800 МГц и выше - 512 Мб свободной оперативной памяти |
| - Microsoft Windows Vista Home Basic (x32 и x64) - Microsoft Windows Vista Home Premium (x32 и x64) - Microsoft Windows Vista Business (x32 и x64) - Microsoft Windows Vista Enterprise (x32 и x64) - Microsoft Windows Vista Ultimate (x32 и x64) (только старые версии) - Microsoft Windows 7 Начальная (x32 и x64) - Microsoft Windows 7 Домашняя базовая (x32 и x64) - Microsoft Windows 7 Домашняя расширенная (x32 и x64) - Microsoft Windows 7 Профессиональная (x32 и x64) - Microsoft Windows 7 Максимальная (x32 и x64) (версия 2020) | - Процессор 1 ГГц и выше - 1 Гб ОЗУ (32 бит) или - 2 Гб ОЗУ (64 бит) |
| - Microsoft Windows 8 (32/64 бит) - Microsoft Windows 8.1 (32/64 бит) - Microsoft Windows 10 (32/64 бит) - Microsoft Windows 11 (64 бит) | - Процессор 1 ГГц и выше - 1 Гб ОЗУ (32 бит) или - 2 Гб ОЗУ (64 бит) |
| - Mac OS X 10.5, 10.6 или 10.7 | - Компьютер Mac с процессором Intel - 512 МБ оперативной памяти - 270 МБ свободного места на жёстком диске (в зависимости от размера антивирусных баз) - Соединение с Интернетом для активации и обновления антивирусных баз |

### Общие требования для всех операционных систем
- 1500 МБ свободного места на жестком диске.
- Процессор с поддержкой инструкций SSE2.
- Подключение к интернету для установки и активации программы, использования Kaspersky Security Network, а также обновления баз и программных модулей.
- Microsoft Internet Explorer 8.0 или выше.
  - Для работы с My Kaspersky рекомендуется использовать Microsoft Internet Explorer 9.0 или выше.
- Microsoft Windows Installer 4.5 или выше.
- Microsoft .NET Framework 4 или выше.
- В 32-разрядных операционных системах нет возможности использовать для защиты гипервизор.
- Программа не может быть установлена на системный или загрузочный диск с файловой системой FAT32.

### Поддерживаемые браузеры
Браузеры, которые поддерживают полнофункциональную работу программы:
- Microsoft Internet Explorer версий 8.0, 9.0, 10.0, 11.0 и выше*.
  - Браузер Internet Explorer версий 8.0–11.0 в стиле нового интерфейса Windows не поддерживается. В Windows 10 не поддерживается автоматическая установка расширения в браузер.
- Microsoft Edge (есть ограничения в поддержке).
- Mozilla Firefox версий 52.x–65.x и выше*.
- Mozilla Firefox ESR 52.x–65.x и выше*.
- Google Chrome версий 48.x–68.x и выше*.
- Яндекс.Браузер 18.3.1–19.0.3 и выше* (есть ограничения).

Браузеры, которые поддерживают установку расширения Kaspersky Protection:
- Microsoft Internet Explorer версий 8.0, 9.0, 10.0, 11.0 и выше*.
- Браузер Internet Explorer версий 8.0–11.0 в стиле нового интерфейса Windows не поддерживается.
- Mozilla Firefox версий 52.x–65.x и выше*.
- Mozilla Firefox ESR 52.x–60.x и выше*.
- Google Chrome версий 48.x–72.x и выше*.

Браузеры, которые поддерживают Экранную клавиатуру и Проверку защищенных соединений:
- Microsoft Internet Explorer 8.0, 9.0, 10.0, 11.0 и выше, но работа с более новыми версиями браузеров возможна, но не гарантируется в полном объеме.
- Браузер Internet Explorer версий 8.0–11.0 в стиле нового интерфейса Windows не поддерживается.
- Microsoft Edge (есть ограничения в поддержке).
- Mozilla Firefox версий 52.x–65.x и выше.
- Mozilla Firefox ESR 52.x–60.5 и выше.
- Google Chrome 48.x–68.x и выше.

Kaspersky Anti-Virus поддерживает работу с браузерами Google Chrome и Mozilla Firefox как в 32-разрядной, так и в 64-разрядной операционной системе. Браузер Internet Explorer 11.0 не поддерживается в режиме совместимости на операционной системе Microsoft Windows 10 1809 и выше.

### Поддерживаемые версииMicrosoft Office Outlook
Компонент Почтовый Антивирус совместим с:
- Microsoft Office Outlook 2003.
- Microsoft Office Outlook 2007.
- Microsoft Office Outlook 2010.
- Microsoft Office Outlook 2013.
- Microsoft Office Outlook 2016.
- Microsoft Office Outlook 2019.

Встроенные почтовые клиенты Windows Live для Windows 7 и Windows Mail для Windows 10 не поддерживаются.

### Требования для планшетных компьютеров
- Microsoft Windows 8, Microsoft Windows 8.1, Microsoft Windows 10.
- Процессор Intel Celeron 1.66 ГГц или выше.
- 1024 MБ свободной оперативной памяти.

### Аппаратные требования для ноутбуков
- Процессор: Intel Atom 1.6 ГГц
- Видеокарта: Intel GMA950
- 1024 МБ свободной оперативной памяти.
- Дисплей 10.1 дюймов с разрешением 1024x600 или выше.

## Статус поддержки программы
| Статус                           | Версия                                         | Описание статуса поддержки | Описание статуса поддержки                                     | Описание статуса поддержки              |
| Статус                           | Версия                                         | Выпуск обновлений баз      | Оказание технической поддержки (по телефону / через веб-форму) | Выпуск пакетов обновлений для программы |
| -------------------------------- | ---------------------------------------------- | -------------------------- | -------------------------------------------------------------- | --------------------------------------- |
| Поддерживается                   | 2018, 2019, 2020                               | Да                         | Да                                                             | Да                                      |
| Поддерживается без сопровождения | 2016, 2017                                     | Да                         | Да                                                             | Нет                                     |
| Поддержка версии прекращена      | 2014, 2015                                     | Да                         | Нет                                                            | Нет                                     |
| Жизненный цикл версии окончен    | 6.0, 7.0, 2009, 2010 CF2, 2011 CF2, 2012, 2013 | Нет                        | Нет                                                            | Нет                                     |

## История
В 1991 году Евгений Касперский с командой выпустили первый полноценный антивирус — AVP (AntiViral Toolkit Pro). В 2000 году появилось официальное название — Антивирус Касперского. В апреле 2023 года «Лаборатория Касперского» выпустила решение для защиты от киберугроз по подписке — Kaspersky. Доступны три тарифных плана, применимых на устройствах Windows, macOS, iOS и Android: Kaspersky Standard, Kaspersky Plus и Kaspersky Premium. В Standard — расширенная защита с анти-фишингом и сетевым экраном, защита платежей и оптимизация производительности. В Plus также есть защита от криптоугроз, поиск утечек данных и менеджер паролей с проверкой их безопасности. В Premium к уже указанным функциям добавляется обнаружение удаленного доступа, безопасное хранилище, удаленная поддержка, экспертная помощь, решение для родительского контроля Kaspersky Safe Kids.

## Награды
- По состоянию на январь 2010 года Антивирус Касперского имеет 51 награду VB100 от Virus Bulletin[8][9].
- Ряд наград от портала AntiMalware. В 2006 году — Gold Packers Support[10], в 2007 —  Silver Malware Treatment Award Gold[11], Anti-Rootkit Protection Award[12], Silver Proactive Protection Award[13], Gold Self-Protection Award[14]. В 2008 году — Gold Anti-Polymorphic Protection Award[15], Silver Performance Award: System Startup, Silver Performance Award On-Access Scanning, Bronze Performance Award On-Demand Scanning, Bronze Performance Award Office Software[16], Gold Malware Treatment Award[16]. В 2009 году — Gold Self-Protection Award[17], Gold Proactive Protection Award[18], Gold Zero-day Protection Award[19].
- Март 2009 года — Антивирус Касперского 2009 удостоен отраслевой премии Choice of Channel 2008 в категории «Лучшая новинка года».
- Антивирус регулярно получает высокие оценки и звания «Продукт года» от тестовой лаборатории AV-Comparatives[20], а также от AV-Test и SE Labs, методики которых сертифицированы Anti-Malware Testing Standards Organization (AMTSO)[21][22].

## Критика
По данным независимых исследований, Касперский является одним из самых продаваемых антивирусов в России. Один из самых известных в начале 2000-х годов недостатков — большая ресурсоёмкость программы. Евгений Касперский в 2007 году утверждал, что замедление работы уже давно в прошлом, это подтвердили тесты и обзоры разных лет, от 2007 до 2012. 
В 2007 году в антивирусе перестали использовать знаменитый и пугавший многих пользователей звук «поросячьего визга», который оповещал об обнаружении вирусов в старых версиях программы. Несмотря на прошедшее время, у части пользователей антивирус Касперского продолжает ассоциироваться с этим звуком. Компания даже предоставила возможность вернуть звук, начиная с обновления 19.0.0.1088(e).
В 2017 году Антивирус Касперского запретили использовать федеральным чиновникам США. Весной 2024 года, Конгресс США проголосовал за запрет деятельности компании «Лаборатория Касперского» в стране из-за ее связей с российской армией и участия в киберразведке. С 29 сентября 2024 года Антивирус Касперского запрещено продавать и использовать на территории Соединенных Штатов. Евгений Касперский прокомментировал запрет, заявив, что в США у них и так было достаточно мало пользователей и это «далеко не самый главный рынок».

## «Пасхальное яйцо»
Если в титрах, идущих в окне «О программе» версий, начиная с версии 7.0 щёлкнуть мышью по имени Евгения Касперского, появляется фото, где он показывает «Превед!». Стойка Евгения Касперского в точности повторяет стойку медведя из русской редакции картины «Bear Surprise» Джона Лури.